# Districte de Nagpur
El districte de Nagpur és una divisió administrativa de l'estat de Maharashtra a l'Índia, amb capital a Nagpur (ciutat). La superfície és de 9.897 km² i la població el 1991 de 3.436,000 habitants i el 2001 de 4.051.444.

## Administració
Administrativament està format per una corporació municipal (Nagpur), 10 nagar parishad, 1 Katak Mandal, 13 Panchayat Samiti, 778 Gram Panchayat, 59 thanes o estacions de policia, i 59 llocs de policia. Les grans divisions són 5 divisions, 14 talukes i 13 blocs (blocks) de desenvolupament.
Les divisions amb les seves talukes són:
- Nagpur 
  - Nagpur Sadar,
  - Nagpur Rural
  - Kamptee
  - Hingna
- Umred
  - Umred
  - Bhiwapur
  - Kuhi
- Saoner 
  - Saoner
  - Kalmeshwar
- Ramtek
  - Ramtek
  - Mouda
  - Parshioni
- Katol
  - Katol
  - Narkhed

Els tretze blocs són:
- Bhiwapur
- Hingna
- Kalameshwar
- Kamptee
- Katol
- Kuhi
- Mouda
- Nagpur Rural
- Narkhed
- Parseoni
- Ramtek
- Savner
- Umred

## Història

### Principat gond
No hi dades sobre la història anterior al segle xviii. En aquest temps formava part del regne gond de Deogarh; el príncep regnant era Bakht Buland, va decidir desenvolupar el seu territori d'acord amb els avanços que havia vist a Delhi i va convidar a tècnics hindús a establir-se al país, pels que va fundar la ciutat de Nagpur. El seu successor fou Chand Sultan, va seguir la mateixa política i va establir la seva capital a Nagpur. Chand Sultan va morir el 1739 i van esclatar lluites successòries i la seva vídua va demanar ajuda de Raghuji Bhonsla que governava Kerar per compte del peshwa maratha. La família Bhonsle o Bhonsla era una nissaga de caps locals de Deora, un poble del districte de Satara, del que tenien el títol de raja. L'avi de Raghuji i dos germans havien lluitat a l'exèrcit de Sivaji i el més distingit d'ells va rebre un alt comandament militar i la recaptació del chauth (un quart de l'impost) a Berar. Quan Raghuji fou cridat pels rivals gonds, va expulsar del tron l'usurpador que havia expulsat als dos fills de Chand Sultan i va posar a aquestos al front; tot seguit es va retirar amb una considerable recompensa.

### Principat maratha
Aviat van esclatar dissensions entre el dos germans i el 1743 Raghuji va tornar a intervenir a petició del germà gran Burhan Shah i va expulsar a l'altra germà; però llavors Raghuji es va emparar del poder a l'estat i encara que Burhan Shah va romandre com a sobirà nominal, el cap maratha va exercir el poder efectiu. En anys posteriors Raghuji I va fer diverses expedicions: per dues vegades va envair Bengala i va aconseguir la cessió de Cuttack. Chanda, Chhattisgarh i Sambalpur foren afegides als seus dominis entre 1745 i 1755, any en què va morir (el 21 de febrer).
El va succeir Janoji que va participar en les guerres entre el peshwa i el nizam i després de trair tant a l'un com a l'altra, es van unir contra ell i van saquejar i cremar Nagpur el 1765. Janoji va morir el 21 de maig de 1773 i els seus germans es van disputar la successió; Mudhoji I va derrotar el seu germà a Panchgaon a uns 10 km al sud de Nagpur, i va agafar la regència en nom del fill menor Raghuji II, hereu designat per Janoji (que l'havia adoptat formalment). El 1785 Mandla i la vall superior del Narbada foren agregats a Nagpur per un tractat amb el peshwa. Mudhoji el regent es va acostar als britànics, política que fou continuada pel seu fill Raghuji després de la mort del seu pare el 19 de maig de 1788; Raghuji II va adquirir Hoshangabad i la vall inferior del Narbada. Des del 1792 el país va estar en pau i els cultius es van incrementar regnant certa prosperitat. El 1803 Raghuji II es va unir a Sindhia contra el govern britànic i els dos caps marathes foren decisivament derrotats a Assaye i Argaon pels britànics i pel tractat de Deogaon del mateix any, Raghuji va haver de cedir Cuttack, el sud de Berar i Sambalpur als britànics (Sambalpur fou abandonat pels britànics el 1806). La pèrdua del territori va comportar la de la meitat de la recaptació i Raghuji ho va intentar compensar amb l'augment de tributs a la part que havia conservat; així els pobles foren sobrecarregats amb rendes, i es van establir noves taxes; el pagament de les tropes es va retardar i els soldats havien de viure sobre el terreny a costa dels pagesos, i al mateix temps començaven els saquejos dels pindaris que es van fer extremament durs el 1811 any en què els pindaris van arribar als suburbis de Nagpur i els van incendiar; en aquest temps es van construir nombrosos forts per fer front als atacs pindaris; els pagesos es retiraven a les fortaleses i abandonaven als saquejadors tot el que no es podien emportar.
Raghuji II va morir el 22 de març de 1816 i el seu fill Parsoji "Bala Sahib Parsharam", retardat mental, fou assassinat aviat per Mudhoji II conegut com a Appa Sahib, que el va suplantar (2 de febrer de 1817). En aquest any 1817 es va signar un tractat d'aliança amb la Companyia Britànica de les Índies Orientals que establia el manteniment per Nagpur d'una força subsidiària britànica. A la cort de Nagpur hi havia un resident britànic des de 1799 que ara va guanyar influència. Poc després esclatava la guerra entre els britànics i el peshwa i Appa Sahbib va trencar la seva aliança i va acceptar una ambaixada i un títol del peshwa; les seves tropes van atacar als britànics però foren derrotades a la batalla de Sitabaldi i tot seguit a la rodalia de Nagpur. A causa d'aquestes derrotes la resta de Berar i els territoris de la vall del Narbada foren cedits als britànics. Appa Sahib va conservar el tron però poc després es va descobrir que conspirava i fou deposat (15 de març de 1818) i desterrat a Allahabad, però pel camí va subornar als guàrdies i va fugir primer a les muntanyes Mahadeo i després al Panjab. Els britànics van posar al tron a un net de Raghuji, de nom Raghuji III (26 de juny de 1818) si bé el resident va restar com a poder efectiu com a regent fins al 1830 quan es van cedir els poders als jove príncep. Quan Raghuji III va morir sense hereus l'11 de desembre de 1853, i segons la doctrina del lapse aleshores vigent, el principat fou annexionat.

#### Llista de residentes
- 1. Forster, 15 de gener de 1788 a 5 de gener de 1791.
- Sense resident, 5 de gener de 1791 a març de 1799
- 2. Colebrooke, març de 1799 a maig de 1801
- Sense resident, maig de 1801 a gener de 1804
- 3. Elphinstone, gener de 1804 a 24 de gener de 1807
- 4. Jenkins, 24 de gener de 1807 a 29 de desembre de 1826
- Interinitat, 29 de desembre de 1826 a 12 d'abril de 1827
- 5. Wilder. 12 d'abril de 1827 a 19 de febrer de 1830
- 6. Groeme, 1830-1833
- Interinitat 1833-1834
- 7. Tinent coronel J. Briggs, 31 de maig de 1834 a 1835.
- 8. C. Cavendish, 1835 a 13 de novembre de 1839
- 9. Major Thomas Wilkinson, 13 de novembre de 1839 a 12 de setembre de 1844
- Interinitat, 12 de setembre de 1844 a 1 de desembre de 1844
- 10. Coronel A. Spiers, 1 de desembre de 1844 a 1847
- 11. Capità Ramsay, gener de 1847 a 12 de març de 1849
- 12. Davidson, 12 de març de 1849 a agost de 1850
- 13. Mansel, 1850 a 1854.

### Província de Nagpur
Nagpur fou constituïda en província sota un comissionat, i va restar en aquesta condició fins a la formació de les Províncies Centrals el 1861. Durant el motí (1857-1858) l'intent de rebel·lió fou frustrat per l'acció de les autoritats civils amb el suport de les tropes de Madras de Kamptee. Dos oficials natius i un líder dels musulmans de Nagpur foren penjats al fort i això va posar fi a l'agitació. La vídua de Raghuji III. Baka Bai, va posar tota la seva influència al costat dels britànics i en gran part per la seva ajuda la província va romandre lleial.

#### Llista de Comissionats de la província de Nagpur
- Mansel (nomenat el 13 de març de 1854), 1854
- 14. Capità Elliot, 1854 a 1855
- 15. G. Plowden, 1855 a 1860.
- Interinitat 1860 a 1861

### Districte de Nagpur
El 1861 va quedar com un districte de la Províncies Centrals i des de 1903 de les Províncies Centrals i Berar. La superfície era de 9.946 km². La major part era plana però amb algunes muntanyes baixes i una franja de les muntanyes Satpura. La població era:
- 1891: 697.356
- 1901: 757.863

Les ciutats principals eren Nagpur (ciutat) (la capital), Kamptee, Umrer, Ramtek, Narkher, Khapa, Katol, Saoxer, Kalmeshwar, Mohpa, Kelod i Mowar, i 1.681 pobles. Administrativament estava dividt en quatre tehsils:
- Nagpur
- Ramtek
- Umrer
- Katol

El 88% de la població eren hindús, el 6% musulmans i el 5% animistes; els jains eren 2.675 i els parsis 481. El 77% de la població parlava marathi, el 9% hindi, el 5% gond, el 5% urdú i l'1% telugu. Les castes principals eren els bramans, kunbis, raghvis, lodhis, kirars i mahars.
El tahsil de Nagpur tenia una superfície de 2.256 km² i una població de 296.117 habitants, amb quatre ciutats (Nagpur amb 127.734 hanitants el 1901), Kamptee (amb 38.888), Kalmeshwar i Saoner) i 417 pobles.